# Pitcairnöarnas flagga
Pitcairnöarnas flagga antogs den 2 april 1984. Flaggan för Pitcairnöarna har blå bakgrund med Union Jack i övre vänstra hörnet samt Pitcairnöarnas riksvapen i flaggans högra del.